# 羅珊娜·艾奎特
罗赞娜·勞倫·阿凯特（英語：Rosanna Lauren Arquette，1959年8月10日—)，是一位美國演員、電影導演及電影監製。她因在1982年的電視劇“劊子手之歌”中的表現而獲得艾美獎提名，並在1985年的電影“絕望的蘇珊”中獲得了BAFTA最佳女演員獎。她的其他電影角色包括After Hours（1985），The Big Blue（1988），Pulp Fiction（1994）和Crash（1996）。她還執導了2002年紀錄片“尋找黛布拉·溫格”，並於2006年至2007年出演了ABC情景喜劇“關於布萊恩特的事情”。

## 生平
羅珊娜·艾奎特的母親Brenda Denaut是猶太人。羅珊娜·艾奎特的父親Lewis Arquette有英格蘭、法裔加拿大人、蘇格蘭、德國、愛爾蘭和威爾士血統。
父親Lewis Arquette和祖父Cliff Arquette都是演員。父親是梅里韦瑟·刘易斯的後裔。羅珊娜·艾奎特的幾名兄弟姊妹均在演藝界發展，包括帕特里夏·阿奎特及大衛·艾奎特（David Arquette），亦因大衛·艾奎特娶了柯特妮·考克斯的關係而成為考克斯的大姑子。

## 私生活
艾奎特在20世紀80年代與Toto鍵盤手Steve Porcaro約會。歌曲“Rosanna”部分基於她。多年來，她與彼得加布里爾浪漫地交往;據說他的歌“In Your Eyes”受到她的啟發。2013年8月，艾奎特與她的第四任丈夫，投資銀行家Todd Morgan結婚，經過兩年的約會。她以前的婚姻，導演托尼·格列柯，電影作曲家詹姆斯·紐頓霍華德和餐館老闆約翰·西德爾，已經以離婚告終。她和西得樂有一個女兒佐伊布魯。

## 外部連結
- 羅珊娜·艾奎特在互联网电影资料库（IMDb）上的資料（英文）
- 在AllMovie上羅珊娜·艾奎特的頁面（英文）